# OSI (밴드)
OSI는 미국의 프로그레시브 록 밴드이다.